# Olympiade mathématique belge
L'olympiade mathématique belge est une compétition mathématique destinée aux élèves de l'enseignement secondaire en communautés française et germanophone de Belgique ainsi qu'au Luxembourg.
Elle se divise en trois niveaux de difficulté : Mini [1re et 2e années (cinquième et quatrième françaises)], Midi [3e et 4e années (troisième et seconde françaises)] et Maxi [5e et 6e années (première et terminale françaises)]. Chacun de ces trois concours se déroule en trois phases successives : les éliminatoires, les demi-finales et la finale.

## Les éliminatoires
Les élèves répondent aux questions dans leur établissement scolaire, sous la surveillance d'un professeur. Les questionnaires des éliminatoires sont en fait un ensemble de 30 questions, dont la plupart sont à choix multiples (choix entre 5 propositions). Quant aux autres, il s'agit de questions ouvertes, dont la réponse est un nombre naturel compris entre 0 et 999. Le système de cotation est le suivant : 5 points pour une bonne réponse, 2 points pour une abstention et 0 point pour une question erronée. Néanmoins, il faut répondre à un minimum de 5 questions pour que le bulletin soit considéré comme valide. Il y a toujours une et une seule réponse correcte. Cette première épreuve dure une heure et demie. Elle se déroule un mercredi après-midi.

## Les demi-finales
Les élèves répondent aux questions sous la surveillance de membres de l'équipe de l'Olympiade. Les questionnaires des demi-finales sont aussi un ensemble de 30 questions, dont une partie est à choix multiples (choix entre 5 propositions). Néanmoins, contrairement aux éliminatoires, il y a un plus grand nombre de questions ouvertes. Il y a toujours une et une seule réponse correcte. Cette épreuve dure aussi une heure et demie. Elle se déroule un mercredi après-midi.

## Les finales
Les élèves sont en nombre très restreint (environ 40 par catégorie). L'épreuve finale dure 240 minutes, les élèves doivent répondre à quatre questions ouvertes qui nécessitent des démonstrations rigoureuses. Tous les élèves finalistes se voient récompensés de prix offerts par les sponsors de l'Olympiade.
Certains élèves qui sont en finale plusieurs années de suite peuvent participer à des week-ends de préparation aux olympiades internationales de mathématiques.